# David Aardsma
David Allan Aardsma (né le 27 décembre 1981 à Denver, Colorado, États-Unis) est un lanceur droitier des Blue Jays de Toronto de la Ligue majeure de baseball.

## Carrière

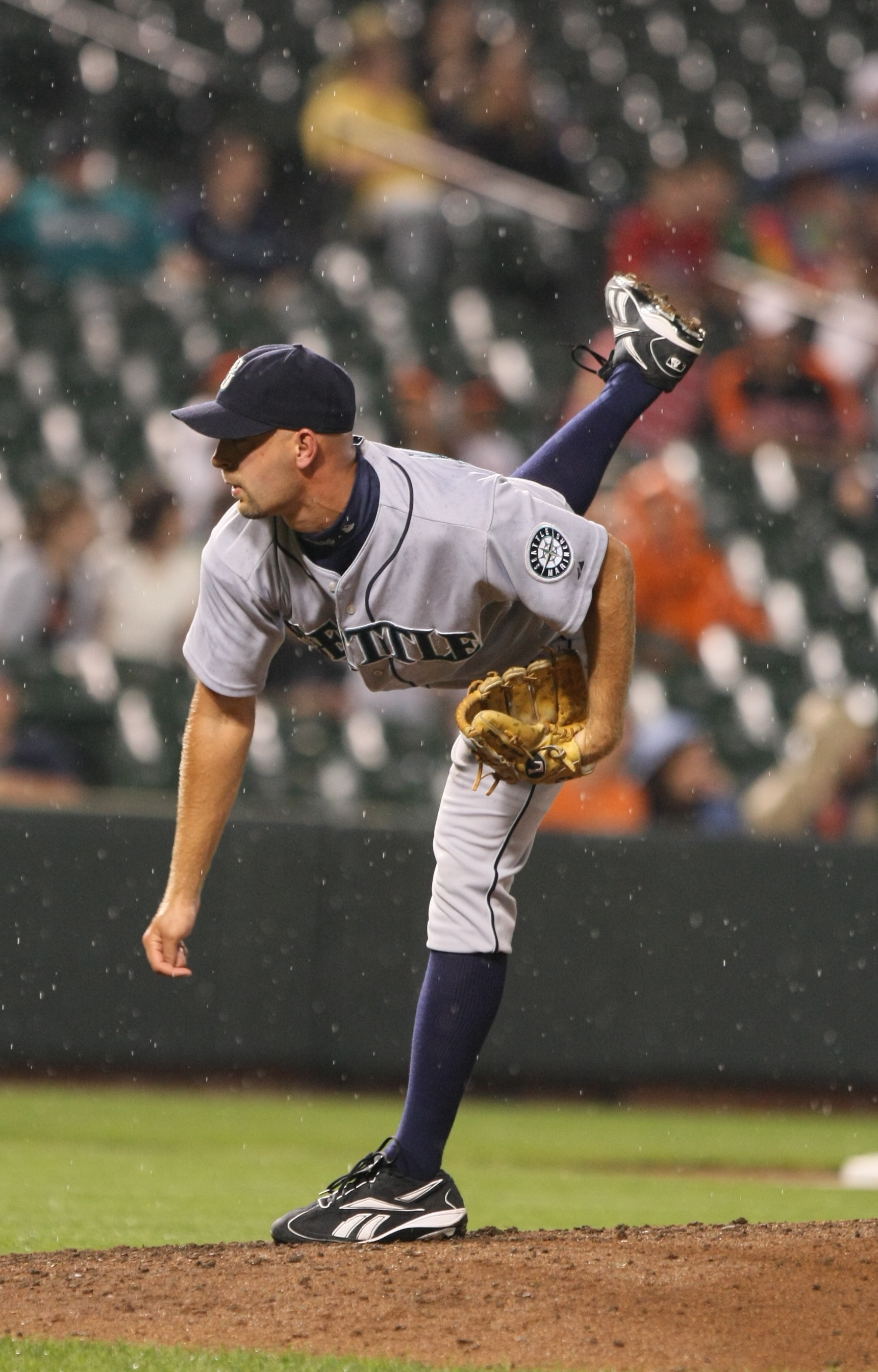
David Aardsma en 2009 avec Seattle.

Après des études supérieures à l'Université Rice où il porte les couleurs des Owls de Rice, David Aardsma est drafté le 3 juin 2003 par les Giants de San Francisco au premier tour de sélection (22e choix).
Il débute le 6 avril 2004 en Ligue majeure avant d'être échangé aux Cubs de Chicago le 28 mai 2005.
David Aardsma est transféré le 16 novembre 2006 aux White Sox de Chicago contre le releveur gaucher Neal Cotts.
Échangé le 28 janvier 2008 aux Red Sox de Boston en retour des lanceurs de ligues mineures Miguel Socolovich et Willy Mota, David Aardsma puis est transféré le 20 janvier 2009 chez les Mariners de Seattle en retour d'un joueur des ligues mineures. Il devient alors stoppeur des Mariners pour deux saisons, enregistrant 38 et 31 sauvetages en 2009 et 2010, respectivement. Une opération au coude droit lui fait rater toute la saison 2011 et son contrat avec Seattle vient à échéance durant sa convalescence.
Opéré au coude droit, il rate toute la saison 2011 et son retour au jeu est attendu pour l'été 2012.
Le 22 février 2012, Aardsma signe un contrat avec les Yankees de New York. Il fait une seule présence pour les Yankees en 2012, lançant une manche. Il est libéré par le club le 4 avril 2013. Il passe alors aux Mets de New York, pour qui il lance 39 manches et deux tiers en 43 sorties au cours de la 2013. Gagnant de deux matchs contre deux défaites, Aardsma affiche une moyenne de points mérités de 4,31 cette année-là avec les Mets. Avant le début de la saison 2014, il signe un contrat des ligues mineures avec les Indians de Cleveland, mais il est retranché par le club vers la fin de l'entraînement de printemps. Il est par la suite engagé par les Cardinals de Saint-Louis. Il ne joue qu'en ligues mineures en 2014. Le 19 février 2015, il signe un contrat des ligues mineures avec les Dodgers de Los Angeles mais n'obtient pas de poste avec l'équipe.
Aardsma est engagé par les Braves d'Atlanta le 7 juin 2015 et assigné au club majeur. En 33 matchs et 30 manches et deux tiers lancées pour Atlanta, sa moyenne de points mérités s'élève à 4,70. Il est libéré le 1er septembre 2015.
Le 5 février 2016, il signe un contrat des ligues mineures avec les Blue Jays de Toronto.
Sur une note anecdotique, Aardsma a battu à son entrée dans les majeures un record vieux de 1954 en apparaissant devant Hank Aaron dans la liste alphabétique complète de tous les joueurs ayant évolué dans la MLB telle qu'elle se retrouve dans l'Encyclopédie du baseball (en).

## Statistiques
| Saison | Équipe           | G   | GS | CG | SHO | V  | D  | SV | IP    | SO  | ERA  |
| ------ | ---------------- | --- | -- | -- | --- | -- | -- | -- | ----- | --- | ---- |
| 2004   | San Francisco    | 11  | 0  | 0  | 0   | 1  | 0  | 0  | 10.2  | 5   | 6,75 |
| 2006   | Chicago Cubs     | 45  | 0  | 0  | 0   | 3  | 0  | 0  | 32.1  | 49  | 4,08 |
| 2007   | Chicago WS       | 25  | 0  | 0  | 0   | 2  | 1  | 0  | 32.1  | 36  | 6,40 |
| 2008   | Boston           | 47  | 0  | 0  | 0   | 4  | 2  | 0  | 48.2  | 49  | 5,55 |
| 2009   | Seattle          | 73  | 0  | 0  | 0   | 3  | 6  | 38 | 71.1  | 80  | 2,52 |
| 2010   | Seattle          | 53  | 0  | 0  | 0   | 0  | 6  | 31 | 49.2  | 49  | 3,44 |
| 2012   | New York Yankees | 1   | 0  | 0  | 0   | 0  | 0  | 0  | 1     | 1   | 9,00 |
| 2013   | New York Mets    | 43  | 0  | 0  | 0   | 2  | 2  | 0  | 39.2  | 36  | 4,31 |
| 2015   | Atlanta          | 33  | 0  | 0  | 0   | 1  | 1  | 0  | 30.2  | 35  | 4,70 |
| Totaux | Totaux           | 331 | 0  | 0  | 0   | 16 | 18 | 69 | 337.0 | 340 | 4,27 |

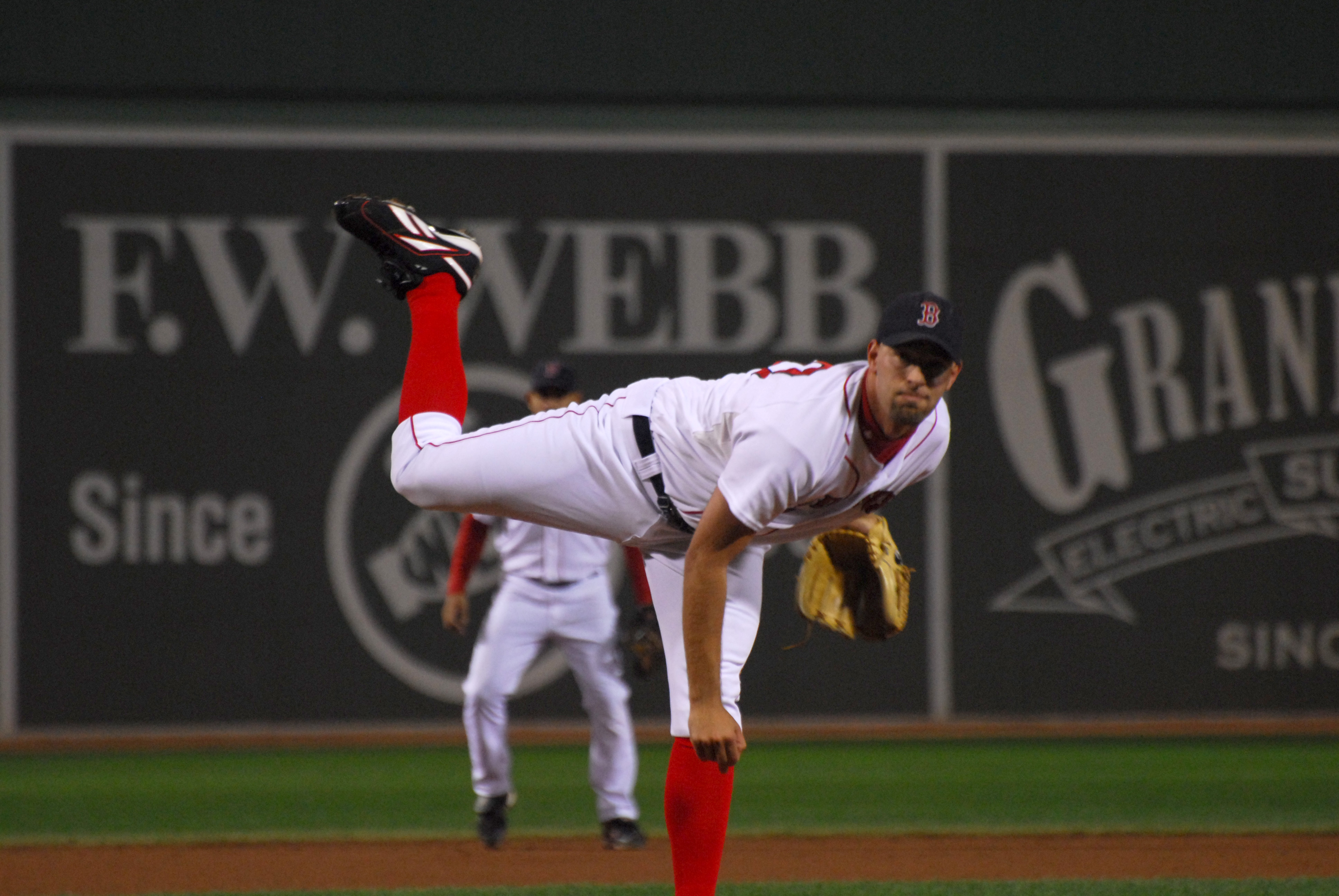
David Aardsma lançant en 2008 pour Boston.

Note: G = Matches joués ; GS = Matches comme lanceur partant ; CG = Matches complets ; SHO = Blanchissages ; 
V = Victoires ; D = Défaites ; SV = Sauvetages ; IP = Manches lancées ; SO = retraits sur des prises ; ERA = Moyenne de points mérités.